# Congres-Polen
Congres-Polen of het Congreskoninkrijk (officieel: Koninkrijk Polen) (Pools: Królestwo Polskie, Russisch: Королевство Польское, Korolevstvo Polskoje, Царство Польское, Tsarstvo Polskoje) was een koninkrijk waarvan grenzen en heerschappij werden vastgelegd door  afspraken gemaakt op het Congres van Wenen in 1815. Het werd geregeerd in personele unie met Rusland en verloor in 1831 zijn autonomie.

## Geschiedenis
Het Congreskoninkrijk werd door het Congres van Wenen aan tsaar Alexander I toegekend. Het besloeg het grootste deel van het napoleontische Hertogdom Warschau: de in de Poolse delingen door Pruisen en Oostenrijk verworven gebieden Zuid-Pruisen (minus de provincie Posen, die wederom aan Pruisen kwam), Nieuw-Oost-Pruisen (minus het gebied rond Białystok, dat onder direct Russisch bestuur stond), Nieuw-Silezië en West-Galicië (minus Krakau, dat als Republiek Krakau zelfstandig werd).
Het ontstaan van deze nieuwe staat was in niet geringe mate te danken aan prins Adam Czartoryski, die een restauratie van de Poolse staat in alliantie met Rusland had nagestreefd.
Alexander I schonk het koninkrijk in 1815 een zeer liberale grondwet. Congres-Polen bezat ook een eigen parlement dat over wetten kon stemmen, een eigen leger, valuta en strafrecht. De tsaar benoemde zijn broer grootvorst Constantijn Pavlovitsj tot onderkoning, die vrijwel dictatoriale bevoegdheden bezat en zich voor de Poolse zaak inzette. Alexanders opvolger Nicolaas I maakte echter een einde aan het "liberale experiment" Polen. Als reactie op zijn repressieve bewind brak in november 1830 de gewapende Novemberopstand uit. Grootvorst Constantijn ontkwam ternauwernood aan een moordaanslag, maar weigerde - ondanks aansporingen van Poolse loyalisten als Czartoryski en Ksawery Drucki-Lubecki - aanvankelijk in te grijpen. In december benoemde het Poolse parlement Józef Chłopicki tot dictator. Een verzoening met Nicolaas bleek niet mogelijk en in januari verklaarde het parlement de tsaar voor afgezet. Het Poolse leger boekte aanvankelijk enige successen tegen het hierop naar Polen gezonden Russische leger, maar werd uiteindelijk verslagen. Het Congreskoninkrijk werd na de opstand nauwer met Rusland verbonden; het verloor zijn autonome status en grondwet.
Tsaar Alexander II voer een iets liberale koers in Polen, maar gaf geenszins toe aan eisen van autonomie. Integendeel, hij haalde de band met Rusland nog sterker aan. Dit leidde in 1863 tot de Januariopstand, die eveneens werd neergeslagen. Hierop werd het koninkrijk (als Weichselland) gedegradeerd tot Russisch gouvernement en voerde Rusland een verscherpt russificatiebeleid. De naam Congres-Polen werd echter ook na deze periode wel gebruikt als aanduiding voor Russisch Polen.

## Koningen
- 1815-1825: Alexander I
- 1825-1855: Nicolaas I
- 1855-1863: Alexander II